# Prašice
Prašice (prononciation slovaque : [ˈpraʃit͡sɛ], allemand : Praschitze, hongrois : Nyitraperjés) est un village de Slovaquie situé dans la région de Nitra.

## Histoire

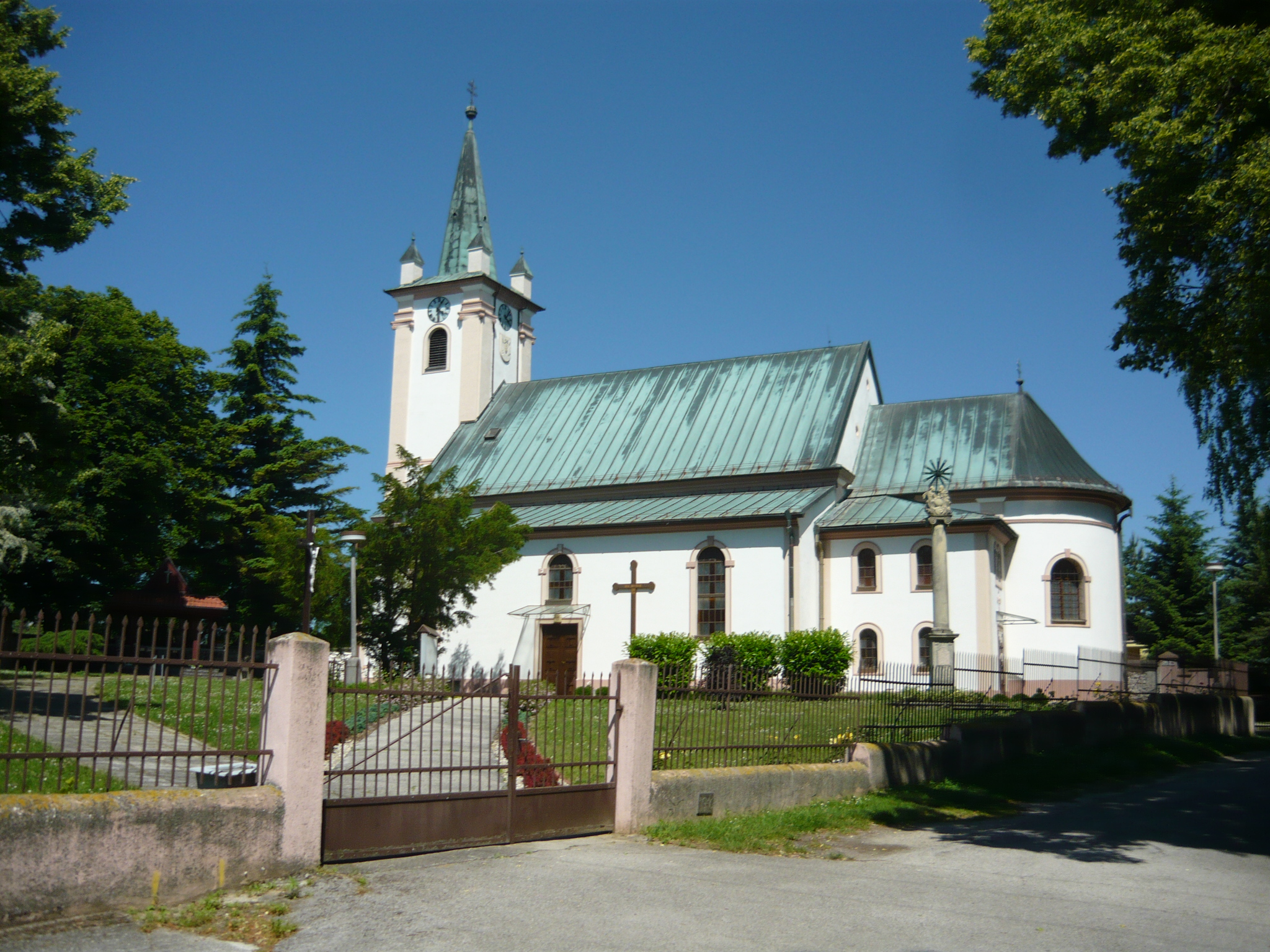
L’église Saint-Jacques-le-Majeur de Prašice

Première mention écrite du village en 1245.

## Géographie
Prašice se situe à 10 km au nord-ouest de Topoľčany.
| Podhradie | Zlatníky | Nemečky                   |
| Závada    | Prašice  | Tvrdomestice, Norovce     |
| Velušovce | Jacovce  | Topoľčany (Veľké Bedzany) |

## Démographie

### Évolution de la population
| Année:               | 1994. | 2004.   | 2014.   | 2024.   |
| -------------------- | ----- | ------- | ------- | ------- |
| Nombre de personnes: | 2090  | 2066    | 2041    | 1973    |
| Différence:          |       | -1,14 % | -1,21 % | -3,33 % |

| Année:               | 2023. | 2024.   |
| -------------------- | ----- | ------- |
| Nombre de personnes: | 1986  | 1973    |
| Différence:          |       | -0,65 % |